# ليتيسيا إيزيدورو
ليتيسيا إيزيدورو ليما دا سيلفا (من مواليد 13 أغسطس 1994)، أو ليتيسيا أو ليلي، هي حارسة مرمى كرة قدم برازيلية محترفة لنادي كورينثيانز البرازيلي والمنتخب البرازيلي. كانت جزءًا من تشكيلة البرازيل في كأس العالم للسيدات 2015.

## مهنة النادي
عينت في فبراير 2016 في صفوف منتخب البرازيل لكرة القدم للسيدات في فريق كورينثيانز أوداكس المشترك، الذي فاز بكأس البرازيل لكرة القدم للسيدات 2016. في أكتوبر 2017، فاز كورينثيانز أوداكس بكأس ليبرتادوريس للسيدات 2017. أنقذت ليتيسيا كرتين في ركلات الترجيح على كولو كولو بعد التعادل 0-0 في النهائي على ملعب أرسينيو إيريكو، أسونسيون.

## مهنة دولية
مثلت فريق الشباب البرازيلي في كأس العالم للسيدات تحت 17 سنة 2010 في ترينيداد وتوباغو. بعد تخرجها في فريق تحت 20 سنة، حضرت كأس العالم للسيدات تحت 20 سنة في عامي 2012 و2014. في ديسمبر 2015، فازت بمباراة دولية مع منتخب البرازيل لكرة القدم للسيدات في بطولة ناتال الدولية لكرة القدم للسيدات 2015، وظهرت كبديلة لباربرا ضد ترينيداد وتوباغو.

## الإنجازات
بنفيكا
- البطولة الوطنية النسائية: 2020–21